# Christoph Grillhösl
Christoph Grillhösl (* 16. November 1978) ist ein ehemaliger deutscher Skispringer.

## Werdegang
Christoph Grillhösls beste Saison war 2000/2001. Im Skisprung-Continental-Cup wurde er hinter dem Finnen Akseli Lajunen Zweiter. Gute Ergebnisse der Saison waren beispielsweise ein Dritter Platz auf der Inselbergschanze, wo er hinter dem weltcuperfahrenen Tami Kiuru und dem kurz vor dem internationalen Durchbruch stehenden Anders Bardal Dritter wurde. In Willingen durfte Grillhösl somit in der Saison auch sein einziges Weltcup-Springen bestreiten. Er wurde Siebenundzwanzigster, damit gewann er vier Weltcuppunkte und wurde Fünfundsiebzigster der Gesamtwertung. Dabei ließ er Springer wie beispielsweise Pekka Salminen, Michal Doležal und Michael Neumayer hinter sich.

## Statistik

### Weltcup-Platzierungen
| Saison  | Platz | Punkte |
| ------- | ----- | ------ |
| 2000/01 | 075.  | 004    |

### Continental-Cup-Platzierungen
| Saison  | Platz | Punkte |
| ------- | ----- | ------ |
| 1999/00 | 180.  | 031    |
| 2000/01 | 002.  | 758    |